# 天城湯ケ島町
天城湯ケ島町（あまぎゆがしまちょう）は、静岡県の東部、伊豆半島の中部に位置した町。
2004年4月1日に、周辺3町との合併により、伊豆市の一部となった。

## 地理
「天城越え」で有名な天城山の北麓に位置する。山間では、清冽な気候を利用して、ワサビの栽培が行われている。
- 山：天城山

## 歴史
- 1960年（昭和35年）11月1日: 田方郡上狩野村と中狩野村が合併し町制施行、天城湯ケ島町として発足。
- 2004年（平成16年）4月1日: 修善寺町、中伊豆町、土肥町との合併で伊豆市の一部となり廃止。

## 交通
道路
- 国道136号
- 国道414号

バス
- 東海バスグループ

## 教育

### 小学校
- 天城湯ケ島町立湯ヶ島小学校
- 天城湯ケ島町立月ヶ瀬小学校
- 天城湯ケ島町立狩野小学校

### 中学校
- 天城湯ケ島町立天城中学校

## 観光地
- 天城山
- 天城トンネル
- 浄蓮の滝（日本の滝百選）
- 湯ヶ島温泉

## スポーツチーム
- 天城ベースボールクラブ - 同町を拠点に活動していた社会人野球のクラブチーム。1991年に全日本クラブ野球選手権大会を制している。

## 天城湯ケ島を舞台にした作品
小説
- 伊豆の踊子（川端康成）
- しろばんば（井上靖）
- 天城越え（松本清張）

ご当地ソング
- 天城越え（石川さゆり）

## 関連有名人

### 天城湯ヶ島出身者
- ガダルカナル・タカ（お笑いタレント）
- 研ナオコ（歌手、タレント）
- つまみ枝豆（お笑いタレント）
- 井上靖（作家。旭川市生まれ）
- 翔傑喜昭（大相撲力士）